# Kamienica przy ulicy Młyńskiej 12 w Poznaniu
Kamienica przy ul. Młyńskiej 12 w Poznaniu – kamienica wybudowana w XIX wieku, usytuowana przy ul. Młyńskiej róg ul. Feliksa Nowowiejskiego na obszarze Centrum w Poznaniu. Obecnie pełni funkcję centrum biznesu, sztuki i rozrywki „Młyńska 12”. Decyzją Wielkopolskiego Wojewódzkiego Konserwatora Zabytków z dnia 28 maja 2009 roku, kamienicę wpisano do rejestru zabytków pod nr 748/Wlkp./A. 

## Historia
Kamienica została wzniesiona dla kupca Samuela Reinsteina w latach 1890–1891 na podstawie projektu poznańskiego architekta Oskara Hoffmana, który przykładał szczególną uwagę do dbałości o wykonawstwo każdego architektonicznego detalu. Zaprojektował prócz fasady budynku, również sienie, klatki schodowe, oraz podwórze.
Do momentu rozpoczęcia renowacji w 2012 roku w kamienicy mieszkało 55 rodzin.

## Renowacja i modernizacja
W latach 2013–2017 kamienica została poddana gruntownej modernizacji. Autorem projektu była firma ADP ARCH LTD. Prace wykonane były w oparciu o fotografie oraz rysunki architekta Oskara Hoffmana, które zostały odnalezione w Archiwach Państwowych w Berlinie. Architekt wykorzystywał technikę łączenia dekoracyjnego sgraffito z różnokolorowymi elementami klinkierowej licówki, sztukaterią oraz metalowymi i drewnianymi detalami. 
Projekt rozbudowy wykonała architekt Patrycja Zaczyńska. W wywiadzie dla magazynu Design Magazine, wspomina, że inspiracją dla stworzenia eliptycznej formy dziedzińca była instalacja wodna Silence na placu przed hotelem Connaugh Hotel w Mayfair w Londynie, zaprojektowana przez japońskiego architekta Tadao Andō. Forma elipsy już wcześniej została wykorzystana w budynku przez pierwszego architekta Oskara Hoffmana – w kształcie głównej klatki schodowej. 
Łączna powierzchnia użytkowa to ok. 4,6 tys. m kw powierzchni biurowej

## Nagrody
We wrześniu 2018 roku kamienica przy ul. Młyńskiej 12 uzyskała nagrodę Prezydenta Miasta Poznania w dziedzinie budownictwa – Architectus civitatis nostrae – Budowniczy naszego miasta.
Obiekt zwyciężył w kategorii „działania inwestycyjne na terenach zdegradowanych”. Nagrodę przyznano za pieczołowitość, zaangażowanie i wkład finansowy w odrestaurowaniu kamienicy z 1890 r. projektu poznańskiego architekta Oskara Hofmana i przywrócenie temu miejscu niepowtarzalnego klimatu końca XIX wieku.